# Careproctus pycnosoma
Careproctus pycnosoma és una espècie de peix pertanyent a la família dels lipàrids.

## Descripció
- La femella fa 7,9 cm de llargària màxima.
- Nombre de vèrtebres: 46-49.
- Aleta caudal arrodonida.
- És de color uniformement vermell.[6][7]

## Hàbitat
És un peix marí i batidemersal que viu entre 75 i 700 m de fondària.

## Distribució geogràfica
Es troba al mar de Bering davant les costes de l'illa de Simushir (illes Kurils) i de l'illa d'Umnak (Alaska).

## Observacions
És inofensiu per als humans.